# Lijst van voetbalinterlands Congo-Kinshasa - Madagaskar
Deze lijst van voetbalinterlands is een overzicht van alle officiële voetbalwedstrijden tussen de nationale teams van Congo-Kinshasa (dat van 1971 tot 1997 Zaïre heette) en Madagaskar. De Afrikaanse landen hebben tot op heden veertien keer tegen elkaar gespeeld. De eerste ontmoeting was een wedstrijd tijdens de Afrikaanse Spelen 1965 op 18 juli 1965 in Brazzaville (Congo-Brazzaville). Het laatste duel, een vriendschappelijke wedstrijd, werd gespeeld in Orléans (Frankrijk) op 8 juni 2025.

## Wedstrijden
| №  | Plaats       | Datum            | Competitie                   | Wedstrijd                   | Uitslag |
| -- | ------------ | ---------------- | ---------------------------- | --------------------------- | ------- |
| 1  | Brazzaville  | 18 juli 1965     | Afrikaanse Spelen 1965       | Madagaskar − Congo-Kinshasa | 0 − 7   |
| 2  | Antananarivo | 16 november 1980 | WK 1982 kwalificatie         | Madagaskar − Zaïre          | 1 − 1   |
| 3  | Kinshasa     | 21 december 1980 | WK 1982 kwalificatie         | Zaïre − Madagaskar          | 3 − 2   |
| 4  | Antananarivo | 28 februari 1999 | Afrika Cup 2000 kwalificatie | Madagaskar − Congo-Kinshasa | 3 − 1   |
| 5  | Kinshasa     | 11 april 1999    | Afrika Cup 2000 kwalificatie | Congo-Kinshasa − Madagaskar | 2 − 0   |
| 6  | Antananarivo | 17 juni 2000     | WK 2002 kwalificatie         | Madagaskar − Congo-Kinshasa | 3 − 0   |
| 7  | Kinshasa     | 22 april 2001    | WK 2002 kwalificatie         | Congo-Kinshasa − Madagaskar | 1 − 0   |
| 8  | Antananarivo | 29 juli 2007     | Vriendschappelijk            | Madagaskar − Congo-Kinshasa | 0 − 0   |
| 9  | Kinshasa     | 14 juni 2015     | Afrika Cup 2017 kwalificatie | Congo-Kinshasa − Madagaskar | 2 − 1   |
| 10 | Mahajanga    | 5 juni 2016      | Afrika Cup 2017 kwalificatie | Madagaskar − Congo-Kinshasa | 1 − 6   |
| 11 | Alexandrië   | 7 juli 2019      | Afrika Cup 2019              | Madagaskar − Congo-Kinshasa | 2 − 2   |
| 12 | Kinshasa     | 7 oktober 2021   | WK 2022 kwalificatie         | Congo-Kinshasa − Madagaskar | 2 − 0   |
| 13 | Antananarivo | 10 oktober 2021  | WK 2022 kwalificatie         | Madagaskar − Congo-Kinshasa | 1 − 0   |
| 14 | Orléans      | 8 juni 2025      | Vriendschappelijk            | Congo-Kinshasa − Madagaskar | 3 − 1   |

## Samenvatting
| Competitie              | Totaal gespeeld | Winst Congo-Kinshasa | Gelijk | Winst Madagaskar | Doelsaldo Congo-Kinshasa – Madagaskar |
| ----------------------- | --------------- | -------------------- | ------ | ---------------- | ------------------------------------- |
| WK-kwalificatie         | 6               | 3                    | 1      | 2                | 7 − 7                                 |
| Afrika Cup              | 1               | 0                    | 1      | 0                | 2 − 2                                 |
| Afrika Cup-kwalificatie | 4               | 3                    | 0      | 1                | 11 − 5                                |
| Afrikaanse Spelen       | 1               | 1                    | 0      | 0                | 7 − 0                                 |
| Vriendschappelijk       | 2               | 1                    | 1      | 0                | 3 − 1                                 |
| Totaal                  | 14              | 8                    | 3      | 3                | 30 − 15                               |

Wedstrijden bepaald door strafschoppen worden, in lijn met de FIFA, als een gelijkspel gerekend.
FECOFA · Bondscoaches · Selecties · A-internationals · Vrouwenelftal van Congo-Kinshasa
1960 – 1969 ·
1970 – 1979 ·
1980 – 1989 ·
1990 – 1999 ·
2000 – 2009 ·
2010 – 2019 ·
2020 – 2029
AC 1965 ·
AC 1968 ·
AC 1970 ·
AC 1972 ·
AC 1974 ·
WK 1974 ·
AC 1976 ·
AC 1988 ·
AC 1992 ·
AC 1994 ·
AC 1996 ·
AC 1998 ·
AC 2000 ·
AC 2002 ·
AC 2004 ·
AC 2006 ·
AC 2013
1963 ·
1964 · 
1965 ·
1966 · 
1967 ·
1968 · 
1969 ·
1970 · 
1971 ·
1972 · 
1973 ·
1974 · 
1975 · 
1976 ·
1977 · 
1978 ·
1979 ·
1979 · 
1980 ·
1980 · 
1981 ·
1982 ·
1983 ·
1984 · 
1985 ·
1986 · 
1987 ·
1988 · 
1989 ·
1990 · 
1991 ·
1992 · 
1993 ·
1994 · 
1995 ·
1996 · 
1997 ·
1998 · 
1999 ·
2000 · 
2001 ·
2002 · 
2003 ·
2004 · 
2005 · 
2006 ·
2007 · 
2008 ·
2009 · 
2010 · 
2011 ·
2012 · 
2013 · 
2014 ·
2015 ·
2016 ·
2017 ·
2018 ·
2019 ·
2020 ·
2021 ·
2022 ·
2023
Algerije ·
Angola ·
Bahrein ·
Benin ·
Botswana ·
Brazilië ·
Burkina Faso ·
Burundi ·
Centraal-Afrikaanse Republiek ·
China ·
Congo-Brazzaville ·
Djibouti ·
Egypte ·
Equatoriaal-Guinea ·
Ethiopië ·
Gabon ·
Gambia ·
Ghana ·
Guinee ·
Irak ·
Ivoorkust ·
Joegoslavië ·
Kaapverdië ·
Kameroen ·
Kenia ·
Lesotho ·
Liberia ·
Libië ·
Madagaskar ·
Malawi ·
Mali ·
Marokko ·
Mauritanië ·
Mauritius ·
Mexico ·
Mozambique ·
Namibië ·
Nieuw-Zeeland ·
Niger ·
Nigeria ·
Oeganda ·
Oman ·
Qatar ·
Roemenië ·
Rwanda ·
Saoedi-Arabië ·
Schotland ·
Senegal ·
Seychellen ·
Sierra Leone ·
Soedan ·
Swaziland ·
Tanzania ·
Togo ·
Tsjaad ·
Tunesië ·
Zambia ·
Zimbabwe ·
Zuid-Afrika ·
Zuid-Soedan
FMF · A-internationals · Malagassisch vrouwenelftal
1960 – 1969 ·
1970 – 1979 ·
1980 – 1989 ·
1990 – 1999 ·
2000 – 2009 ·
2010 – 2019 ·
2020 − 2029
1963 ·
1964 ·
1965 ·
1966 · 
1967 ·
1968 ·
1969 · 
1970 · 
1971 · 
1972 ·
1973 · 
1974 ·
1975 ·
1976 ·
1977 ·
1978 · 
1979 ·
1980 · 
1981 · 
1982 ·
1983 · 
1984 ·
1985 · 
1986 ·
1987 ·
1988 ·
1989 ·
1990 ·
1991 ·
1992 ·
1993 ·
1994 · 
1995 ·
1996 ·
1997 ·
1998 ·
1999 · 
2000 · 
2001 · 
2002 · 
2003 · 
2004 · 
2005 · 
2006 · 
2007 · 
2008 · 
2009 · 
2010 · 
2011 · 
2012 · 
2013 ·
2014 ·
2015 ·
2016 ·
2017 ·
2018 ·
2019 ·
2020 ·
2021 ·
2022 ·
2023 ·
2024
Algerije ·
Angola ·
Benin ·
Botswana ·
Burkina Faso ·
Burundi ·
Centraal-Afrikaanse Republiek ·
Comoren ·
Congo-Brazzaville ·
Congo-Kinshasa ·
Egypte ·
Equatoriaal-Guinea ·
Ethiopië ·
Gabon ·
Gambia ·
Ghana ·
Guinee ·
Iran ·
Ivoorkust ·
Kaapverdië ·
Kameroen ·
Kenia ·
Kosovo ·
Lesotho ·
Liberia ·
Luxemburg ·
Malawi · 
Mali · 
Mauritanië ·
Mauritius · 
Mozambique · 
Namibië · 
Niger ·
Nigeria · 
Oeganda · 
Rwanda ·
Sao Tomé en Principe ·
Senegal ·
Seychellen · 
Soedan ·
Swaziland · 
Tanzania · 
Togo · 
Tsjaad ·
Tunesië · 
Zambia · 
Zimbabwe · 
Zuid-Afrika